# Kościół Podwyższenia Krzyża Świętego w Osiu
Kościół Podwyższenia Krzyża Świętego – rzymskokatolicki kościół parafialny należący do dekanatu jeżewskiego diecezji pelplińskiej.
Jest to świątynia neogotycka, wzniesiona w 1901 roku, następnie została rozbudowana w latach 1930-1938 o część neobarokową z wieżą. We wnętrzu znajdują się ciekawe freski i malowidła na drewnie.
Poprzedni kościół został wzniesiony w 1821 roku jako konstrukcja szkieletowa. Później część nawy i drewniana wieży zostały rozebrane w 1930 roku. W związku z tym najstarszą zachowaną częścią świątyni jest wspomniana wyżej, wybudowana w stylu neogotyckim.